# U-230
| U-230 | U-230 | U-230 |
| --- | --- | --- |
| U 230 | | |
| | | |
| Зображення підводного човна підтипу VIIC                                                                     | | |
| Верф | Friedrich Krupp Germaniawerft, Кіль                                                                                | Friedrich Krupp Germaniawerft, Кіль                                                                                |
| Під прапором                                                                                                 | Третій Рейх | Третій Рейх |
| Належність                                                                                                   | Крігсмаріне | Крігсмаріне |
| Порт приписки                                                                                                | Кіль Брест Тулон                                                                                                   | Кіль Брест Тулон                                                                                                   |
| Замовлення                                                                                                   | 7 грудня 1940 | 7 грудня 1940 |
| Закладений                                                                                                   | 25 листопада 1941                                                                                                  | 25 листопада 1941                                                                                                  |
| Спуск на воду                                                                                                | 10 вересня 1942 | 10 вересня 1942 |
| Введений до складу флоту                                                                                     | 24 жовтня 1942 | 24 жовтня 1942 |
| На службі | 1942—1944 | 1942—1944 |
| Загибель | 21 серпня 1944 року сів на мілину поблизу Тулона; затоплений екіпажем                                              | 21 серпня 1944 року сів на мілину поблизу Тулона; затоплений екіпажем                                              |
| Бойовий досвід                                                                                               | Друга світова війна Битва за Атлантику Битва на Середземному морі                                                  | Друга світова війна Битва за Атлантику Битва на Середземному морі                                                  |
| Проєкт | | |
| Тип ПЧ | середній торпедний ДПЧ                                                                                             | середній торпедний ДПЧ                                                                                             |
| Вартість | 4 714 000 ℛℳ | 4 714 000 ℛℳ |
| Основні характеристики                                                                                       | | |
| Швидкість (надводна)                                                                                         | 17,7 вузла (32,8 км/год)                                                                                           | 17,7 вузла (32,8 км/год)                                                                                           |
| Швидкість (підводна)                                                                                         | 7,6 вузла (14,1 км/год)                                                                                            | 7,6 вузла (14,1 км/год)                                                                                            |
| Робоча глибина занурення                                                                                     | 100 м | 100 м |
| Гранична глибина занурення                                                                                   | 220 м | 220 м |
| Дальність плавання                                                                                           | 135—174 км на швидкості 4 вузли (у підводному положенні) 11 470 км на швидкості 10 вузлів (у надводному положенні) | 135—174 км на швидкості 4 вузли (у підводному положенні) 11 470 км на швидкості 10 вузлів (у надводному положенні) |
| Екіпаж | 44—60 осіб | 44—60 осіб |
| Розміри | | |
| Довжина найбільша (по КВЛ)                                                                                   | 67,1 м | 67,1 м |
| Ширина корпусу найб.                                                                                         | 6,2 м | 6,2 м |
| Висота | 9,6 м | 9,6 м |
| Середня осадка (по КВЛ)                                                                                      | 4,74 м | 4,74 м |
| Водотоннажність надводна                                                                                     | 769 т | 769 т |
| Водотоннажність підводна                                                                                     | 871 т | 871 т |
| Силова установка                                                                                             | | |
| Дизель-електрична: 2 дизельних двигуни MAN M 6 V 40/46, 2 електродвигуни Siemens-Schuckert-Werke GU 343/38-8 | | |
| Гвинти | 2 | 2 |
| Потужність                                                                                                   | 2800—3200 к.с. (дизелі) 750 к.с. (електродвигуни)                                                                  | 2800—3200 к.с. (дизелі) 750 к.с. (електродвигуни)                                                                  |
| Озброєння | | |
| Артилерія | 1 × 88-мм палубна гармата SK C/35                                                                                  | 1 × 88-мм палубна гармата SK C/35                                                                                  |
| Торпедно- мінне озброєння                                                                                    | 4 носових і один кормовий ТА 14 торпед або 26 мін TMA                                                              | 4 носових і один кормовий ТА 14 торпед або 26 мін TMA                                                              |
| ППО | 1 × 37-мм зенітна гармата Flak M42 2 × 20-мм зенітні гармати FlaK 30                                               | 1 × 37-мм зенітна гармата Flak M42 2 × 20-мм зенітні гармати FlaK 30                                               |

U-230 — німецький середній підводний човен типу VIIC, що входив до складу Військово-морських сил Третього Рейху за часів Другої світової війни. Закладений 25 листопада 1941 року на верфі № 660 компанії Friedrich Krupp Germaniawerft у Кілі. Спущений на воду 10 вересня 1942 року. 24 жовтня 1942 року корабель увійшов до складу 5-ї навчальної флотилії ПЧ ВМС нацистської Німеччини.

## Історія
U-230 належав до німецьких підводних човнів типу VIIC, найчисельнішого типу субмарин Третього Рейху, яких було випущено 703 одиниці. Службу розпочав у складі 8-ї навчальної флотилії ПЧ. 1 лютого 1943 року продовжив службу у бойовому складі 9-ї флотилії ПЧ, а з 1 грудня 1943 року — у 29-ій флотилії Крігсмаріне.
З серпня 1942 до серпня 1944 року U-230 здійснив 8 бойових походи в Атлантичний океан та в Середземне море, в яких провів 258 днів. За цей час човен потопив 1 транспортне судно водотоннажністю 2 868 GRT і три військові кораблі (3 585 тонн).
21 серпня 1944 року U-230 був затоплений і підірваний екіпажем після того, як човен наразився на мілину поблизу Тулона. 50 членів екіпажу вижили, жоден не загинув. Німцям вдалося захопити рибальський траулер, і він попрямував спочатку до Італії, але згодом, отримавши звістку про перебіг війни в Італії, вирішив попрямувати до Іспанії, де інтернуватися. 27 серпня 1944 року радар американського есмінця «Ерікссон» зафіксував траулер. Американський військовий корабель отримав наказ провести розслідування і виявив пошкоджений рибальський траулер з непрацюючим двигуном і п'ятдесятьма німцями на борту. Екіпаж U-230 потрапив у полон.

## Командири
- Капітан-лейтенант Пауль Зігманн (24 жовтня 1942 — 11 серпня 1944)
- Оберлейтенант-цур-зее Гайнц-Ойген Ебербах (12-21 серпня 1944)

## Перелік уражених U-230 суден у бойових походах
| №                                                         | Дата           | Командир ПЧ          | Назва       | Тип                                  | Належність                              | Водотоннажність (брт) | Вантаж | Конвой        | Результат та координати                                                | Наслідки атаки для екіпажу      | Прим.                           |
| --------------------------------------------------------- | -------------- | -------------------- | ----------- | ------------------------------------ | --------------------------------------- | --------------------- | --- | ------------- | ---------------------------------------------------------------------- | ------------------------------- | ------------------------------- |
| Перший похід (11.02—31.03.1943, 49 діб; Берген—Брест)     |                |                      |             |                                      |                                         |                       | |               |                                                                        |                                 |                                 |
| 1                                                         | 7 березня 1943 | Kptlt. Пауль Зігманн | Egyptian    | суховантажне судно                   | Велика Британія                         | 2 868                 | 6689 тонн західноафриканської продукції, включаючи насіння олійних культур, пальмову олію та олов'яну руду | Конвой SC 121 | потоплено 55°43′ пн. ш. 25°58′ зх. д. / 55.717° пн. ш. 25.967° зх. д.  | 49 (46 загинули та 3 вижили)    |                                 |
| П'ятий похід (19.01—24.02.1944, 37 діб; Тулон—Ла-Спеція)  |                | Kptlt. Пауль Зігманн |             |                                      |                                         |                       | |               |                                                                        |                                 |                                 |
| 2                                                         | 16 лютого 1944 | Kptlt. Пауль Зігманн | HMS LST-418 | військове транспортне судно типу LST | Військово-морські сили Великої Британії | 1 625                 | |               | потоплено 41°00′ пн. ш. 12°55′ сх. д. / 41.000° пн. ш. 12.917° сх. д.  | ? (21 загиблий та ? вцілілих)   | при проведенні операції «Шінгл» |
| 3                                                         | 20 лютого 1944 | Kptlt. Пауль Зігманн | HMS LST-305 | військове транспортне судно типу LST | Військово-морські сили Великої Британії | 1 625                 | |               | потоплено 41°14′ пн. ш. 12°31′ сх. д. / 41.233° пн. ш. 12.517° сх. д.  | ? (? загиблих та ? вцілілих)    | при проведенні операції «Шінгл» |
| Шостий похід (11.04—21.05.1944, 41 доба; Тулон—Ла-Спеція) |                | Kptlt. Пауль Зігманн |             |                                      |                                         |                       | |               |                                                                        |                                 |                                 |
| 4                                                         | 9 травня 1944  | Kptlt. Пауль Зігманн | USS PC-558  | патрульний катер                     | Військово-морські сили США              | 335                   | |               | потоплений 38°41′ пн. ш. 13°43′ сх. д. / 38.683° пн. ш. 13.717° сх. д. | 64 (29 загиблих та 35 вцілілих) |                                 |